# Kawachinagano
Kawachinagano (Japans: 河内長野市, Kawachinagano-shi) is een stad in de prefectuur  Osaka, Japan. Begin 2014 telde de stad 109.286 inwoners. Kawachinagano maakt deel uit van de metropool Groot-Osaka.

## Geschiedenis
Op 1 april 1954 werd Kawachinagano benoemd tot stad (shi).

## Partnersteden
- Carmel, Verenigde Staten

Steden:
Daito · Fujiidera · Habikino · Hannan · Higashiosaka · Hirakata · Ibaraki · Ikeda · Izumi · Izumiotsu · Izumisano · Kadoma · Kaizuka · Kashiwara · Katano · Kawachinagano · Kishiwada · Matsubara · Minoh · Moriguchi · Neyagawa · Osaka (hoofdstad) · Osakasayama · Sakai · Sennan · Settsu · Shijonawate · Suita · Takaishi · Takatsuki · Tondabayashi · Toyonaka · Yao

Districten:
Minamikawachi · Mishima · Senboku · Sennan · Toyono
Gemeenten per district